# チャイム!/どしゃぶりリグレット
『チャイム!/どしゃぶりリグレット』は、私立恵比寿中学の3枚目のインディーズシングルである。2011年1月10日にスタデジ（STARDUST DIGITAL）から発売された。

## 概要
2010年11月28日に私立恵比寿中学へ転入（加入）した柏木ひなたにとって加入後初のシングルとなった。
2011年1月10日に行われたイベント「3B juniorのZEROからスタート 待ってろサンプラザ！！」で先行発売後、全国のHMVにて発売された。なお、2011年1月10日のイベントをもって転校（卒業）となった宇野愛海は本シングルには参加していない。
2011年4月10日に行われたももいろクローバーのライブ「4.10中野サンプラザ大会 ももクロ春の一大事〜眩しさの中に君がいた〜」に私立恵比寿中学として出演した際に「チャイム!」と「ザ・ティッシュ〜とまらない青春〜」をパフォーマンスした。なお、矢野妃菜喜は本来3月20日開催のイベント「エビ☆フェス」を最後に転校する予定であったが、3月11日発生の東日本大震災の影響で3月20日のイベントが中止になり、4月17日のイベントをもって転校となったので4月10日のももいろクローバーのライブには参加している。
2011年4月17日開催のイベント「スタフェス Vol.20」をもって転校した矢野妃菜喜にとって最後のシングルとなった。

## 制作の背景
「どしゃぶりリグレット」について作詞・作曲を行った前山田健一は「えび中初の恋愛ソングであり、大人になったら忘れてしまう思春期特有のウジウジ感が本曲の世界観としてあり、恋愛初心者にしか歌えない曲」と述べている。また前山田は「チャイム!」とは対極の曲であり「チャイム!」でソロパートを取らなかったメンバーを中心にソロパート考えたという。

## メンバーの感想
インディーズベストアルバム『エビ中の絶盤ベスト〜おわらない青春〜』リリース時のインタビューにおいて、瑞季は「チャイム!」をインディーズベストアルバム収録曲の中で思い入れがある曲に挙げている。瑞季曰く、前シングル表題曲「えびぞりダイアモンド!!」において、初期メンバー（すでに転校していた奏音を除く瑞季・宇野愛海・宮﨑れいな・真山りかの4人）の中で真山りかしか歌割りがもらえず悔しい思いをしたので次のレコーディングまでに一生懸命練習をした結果「チャイム!」でソロパートをもらえたことがすごく思い出に残っていると述べている。

## 収録曲
（私立恵比寿中学：瑞季、宮崎れいな、真山りか、杏野なつ、安本彩花、矢野妃菜喜、廣田あいか、星名美怜、小池梨緒、鈴木裕乃、松野莉奈、柏木ひなた）
1. チャイム!
作詞：MIZUE、作曲：すみだしんや
2. どしゃぶりリグレット
作詞・作曲：前山田健一